# Qu Yuan
Qu Yuan (cinese: 屈原T, Qū YuánP; 340 a.C. circa – 278 a.C.) è stato un poeta e patriota cinese dello stato di Chu durante il Periodo dei regni combattenti.
- Cinese tradizionale: 屈原
- Cinese semplificato: 屈原
- Pinyin: Qū Yuán

Cognome: Qu
- Cinese tradizionale: 屈
- Cinese semplificato: 屈

Nome: Ping
- Cinese tradizionale: 平
- Cinese semplificato: 平

Nome di cortesia (字): Yuan
- Cinese tradizionale: 原
- Cinese semplificato: 原

Nome alternativo (自名): Zhengze
- Cinese tradizionale: 正則
- Cinese semplificato: 正则

Nome di cortesia alternativo (别字): Lingjun
- Cinese tradizionale: 霛均
- Cinese semplificato: 灵均

Le sue opere si trovano principalmente in un'antologia di poesia nota come Chu Ci. La sua morte si commemora alla Festa di Duan Wu o di Tuen Ng (端午节/端午節), comunemente nota in Occidente come Festa delle barche drago.

## Biografia
Qu Yuan fu ministro nel governo dello stato di Chu: di nobile discendenza e grande valore, fu un campione di lealtà e fedeltà politica ed un appassionato difensore della sovranità del suo paese. Qu Yuan sostenne una politica di alleanza con gli altri regni del periodo contro lo stato egemonico di Qin, che minacciava di dominarli tutti. Narra la leggenda che il re di Chu, tuttavia, sobillato da altri ministri corrotti e gelosi che calunniarono Qu Yuan, bandì il suo più leale consigliere. Si dice che Qu Yuan ritornò dapprima nella città natale della sua famiglia, Zigui. Nel suo esilio, trascorse molto del suo tempo raccogliendo leggende e riordinando odi popolari mentre viaggiava attraverso la campagna, producendo una parte della più grande poesia della letteratura cinese mentre esprimeva il suo fervente amore per il proprio paese e la sua più profonda preoccupazione per il suo futuro.
Secondo la leggenda, la sua ansia lo portò ad uno stato di salute sempre più turbato; durante la sua depressione, faceva spesso passeggiate vicino ad un certo pozzo, nel corso delle quali contemplava il suo riflesso nell'acqua ed il suo aspetto, magro ed emaciato. Nella leggenda, questo pozzo divenne noto come il "Pozzo del riflesso del viso". Oggi sul pendio di una collina a Xiangluping, vicino a Zigui nella provincia di Hubei, c'è un pozzo che è considerato quello originale dell'epoca di Qu Yuan.
Nel 278 a.C., apprendendo della conquista della capitale del suo paese, Ying, da parte del generale Bai Qi dello stato di Qin, si dice che Qu Yuan abbia scritto il lungo poema di lamentazione chiamato "Lamento per Ying" e che abbia poi guadato il fiume Miluo nell'attuale provincia del Hunan portando con sé una pesante pietra, al fine di commettere un suicidio rituale come forma di protesta contro la corruzione dell'epoca.

## L'origine della Festa di Duan Wu
Narra una leggenda popolare che gli abitanti del villaggio portarono i loro fagottini di cibo e le loro barche al centro del fiume e tentarono disperatamente di salvarlo, ma non ebbero successo. Per tenere i pesci e gli spiriti maligni lontani dal suo corpo, fecero rumore battendo i tamburi e percuotendo l'acqua con i remi. Gettarono riso nell'acqua come offerta di cibo per Qu Yuan e per distrarre i pesci dal suo corpo. Tuttavia, una notte a tarda ora, lo spirito di Qu Yuan apparve davanti ai suoi amici e disse loro di essere morto a causa di un drago di fiume. Chiese quindi ai suoi amici di avvolgere il loro riso in fagotti di seta con tre angoli per allontanare il drago. Questi fagotti divennero un cibo tradizionale noto come zòngzi, sebbene i blocchi di riso siano ora avvolti in foglie di canne anziché di seta. L'azione di correre a cercare il suo corpo sulle barche si trasformò gradualmente nella tradizione culturale della corsa delle barche drago, che si tiene ogni anno nell'anniversario della sua morte.
Oggi, la gente mangia ancora zòngzi e partecipa alle corse delle barche drago per commemorare il sacrificio di Qu Yuan in occasione della Festa di Duan Wu, il quinto giorno del quinto mese del calendario lunare cinese. In seguito i Coreani adottarono la festa dai Cinesi e la ribattezzarono Festa di Dano.

## Fama
Qu Yuan è generalmente riconosciuto come il primo grande poeta cinese di cui si abbiano testimonianze scritte. Egli iniziò lo stile del Sao, che prende il nome dalla sua opera più famosa, il poema Li Sao ("Incontro al dolore"), in cui abbandonò i classici versi di quattro caratteri usati nei poemi dello Shijing e adottò versi di lunghezze variabili, che conferiscono al poema maggior ritmo ed ampiezza di espressione. Nell'opera, che costituisce il poema lirico politico di stile romantico più lungo della storia della letteratura classica cinese, l'autore, richiamando vari riferimenti storici, esprime la speranza che il re di Chu potesse agire in modo retto, come i saggi re della leggenda Yao, Shun e Yu, utilizzando all'interno persone virtuose e abili e alleandosi all'esterno con altri Stati nella resistenza allo Stato di Qin.
Proprio per le profonde innovazioni introdotte nella poesia lirica, Qu Yuan è considerato anche una delle più eminenti figure del Romanticismo nella letteratura cinese, ed i suoi capolavori influenzarono alcuni dei più grandi poeti romantici della dinastia Tang come Li Bai e Du Fu.
Un altro importante poema di Qu Yuan è Tian Wen ("Domande al cielo"), in cui l'autore pone via via 172 domande al cielo su vari argomenti (astronomia, geografia, letteratura, filosofia), esprimendo i propri dubbi sui concetti tradizionali e di ricerca della verità in nome di uno spirito scientifico più aperto e moderno. Altrettanto celebri sono i Ju Ge ("Nove canti"), una serie di inni sacrificali elaborati sulla base di canti popolari. Qui l'autore crea un gran numero di figure di divinità, per cui si tratta in realtà di canzoni d'amore tra uomini e dei.
Nelle sue opere, in modo originale e affascinante, Qu Yuan personifica fiori e alberi e crea figure di fate, a cui affida il proprio nobile sentimento. Nei versi di Qu Yuan, quindi, accanto alla bellezza del linguaggio e alla peculiarità delle metaforme, trovano spazio i suoi sentimenti più profondi tra i quali spicca la sua nostalgia per il paese natale. Proprio per questo, da millenni Qu Yuan è il poeta più venerato dai Cinesi.
A parte la sua influenza letteraria, Qu Yuan è ritenuto anche il primo poeta patriottico della storia cinese. Il suo idealismo politico e il suo inflessibile patriottismo sono serviti da modello per gli intellettuali cinesi fino ai giorni nostri.

## Opere
Gli studiosi hanno dibattuto l'autenticità di parecchie delle opere di Qu Yuan sin dai tempi della dinastia Han (202 a.C. - 9). La più autorevole testimonianza storica, le Memorie del Grande Storico (Shiji) di Sima Qian menziona cinque delle opere di Qu Yuan:
- Li Sao
- Tian Wen
- Zhao Hun
- Ai Ying
- Huai Sha

Secondo Wang Yi della dinastia degli Han Orientali (ca. 25 d.C. - 220 d.C.), un totale di 25 opere possono essere attribuite a Qu Yuan:
- Li Sao
- Jiu Ge (consistente in 11 brani)
- Tian Wen
- Jiu Zhang (consistente in 9 brani)
- Yuan You
- Pu Ju
- Yu Fu

Wang Yi scelse di attribuire Zhao Hun ad un poeta della dinastia degli Han Occidentali, Song Yu; la maggior parte degli studiosi moderni, tuttavia, considerano Zhao Hun un'opera originale di Qu Yuan, mentre si crede che Yuan You, Pu Ju e Yu Fu siano state composte da altri.